# Скархово
Скархово (пол. Skarchowo, нім. Scharchow) — село в Польщі, у гміні Камень-Поморський Каменського повіту Західнопоморського воєводства.
Населення — 71 особа (2011).
У 1975-1998 роках село належало до Щецинського воєводства.

## Демографія
Демографічна структура станом на 31 березня 2011 року:
|          | Загалом | Допрацездатний вік | Працездатний вік | Постпрацездатний вік |
| -------- | ------- | ------------------ | ---------------- | -------------------- |
| Чоловіки | 35      | 6                  | 24               | 5                    |
| Жінки    | 36      | 5                  | 24               | 7                    |
| Разом    | 71      | 11                 | 48               | 12                   |